# Grupo Acteón
El grupo Acteón (en francés: Groupe Actéon) es un conjunto de cuatro atolones situados al sur del archipiélago Tuamotu, en la Polinesia Francesa.

## Atolones
Alineados a lo largo de 47 km, los atolones se agrupan, de oeste a este, de la siguiente manera:
- Tenararo
- Vahanga
- Tenarunga
- Matureivavao

## Descripción
También se ha llamado grupo Matureivavao, ya que es el más grande de los cuatro con una superficie de 2,5 km². Los atolones se encuentran deshabitados y solo reciben visitas ocasionales pora la explotación de plantaciones de cocoteros.
Administrativamente dependen de la comuna de las Islas Gambier. Se encuentran a 225 km de Mangareva.

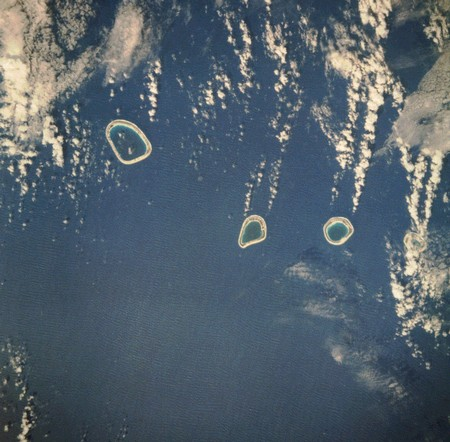
Imagen satelital del grupo Acteón.(Nótese que la parte superior de la imagen es el sur y la inferior el norte.

## Cartografía

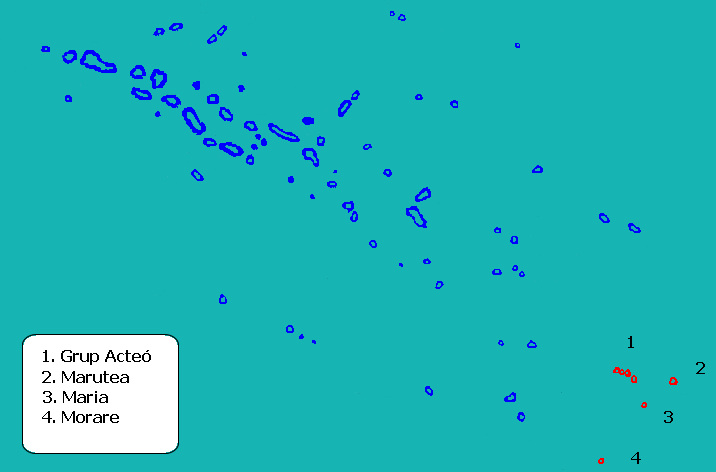
Localización del grupo Acteón (número 1) en las Tuamotu.
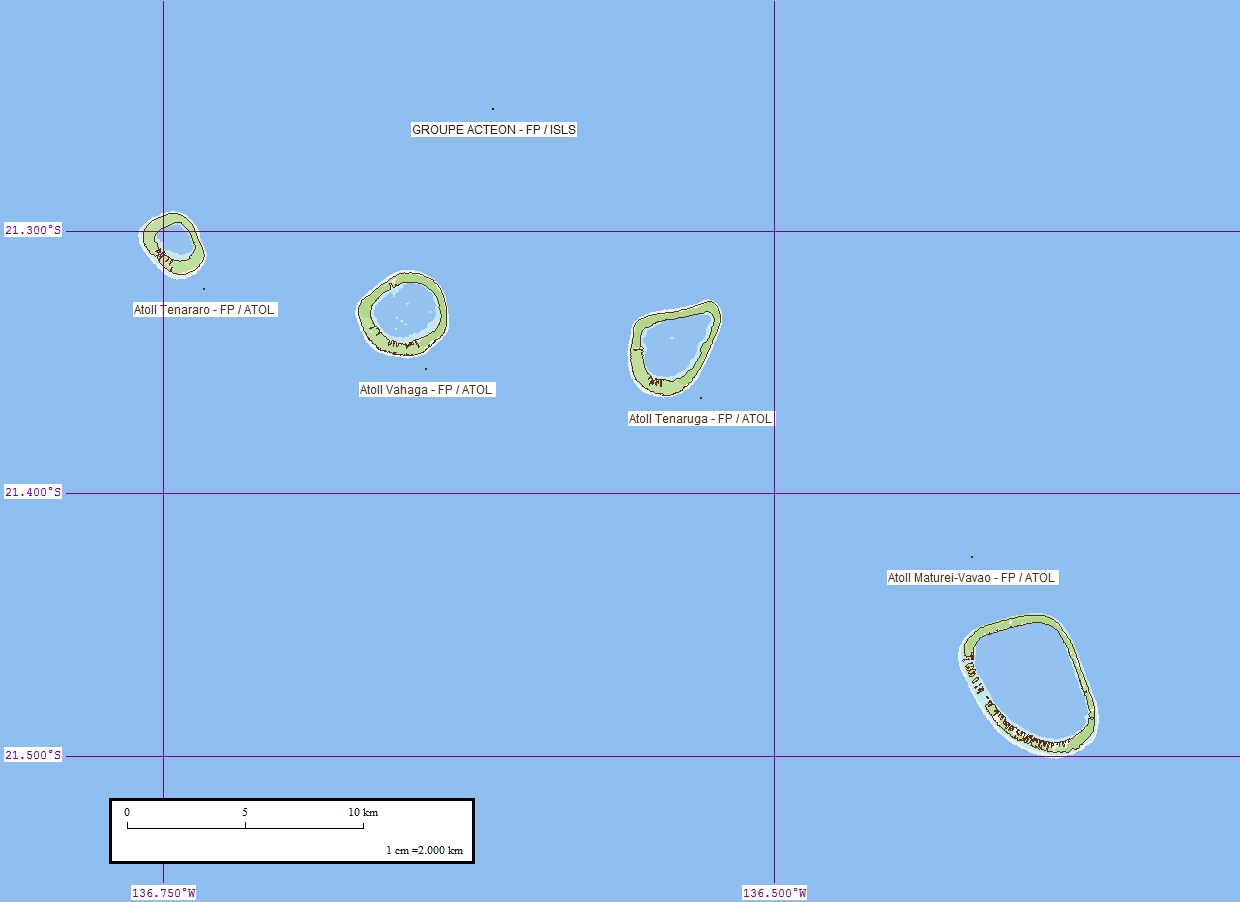
Mapa del archipiélago.

## Historia
El grupo fue descubierto por Pedro Fernández de Quirós, el 5 de febrero de 1606, que lo describe como cuatro islas iguales coronadas de cocoteros. En diferentes anotaciones del viaje aparece como Las Cuatro Coronadas, Las Cuatro Hermanas o Las Anegadas. En 1983, el archipiélago fue devastado por los efectos de un ciclón.